# Санлукар де Барамеда
Санлукар де Барамеда (шп. Sanlúcar de Barrameda) град је у Шпанији у аутономној заједници Андалузија у покрајини Кадиз. Према процени из 2008. у граду је живело 64.434 становника.

## Становништво
Према процени, у граду је 2008. живело 64.434 становника.
| 1981.  | 1991.  | 2001.  |
| ------ | ------ | ------ |
| 48.496 | 56.006 | 60.254 |

## Партнерски градови
- Palos de la Frontera
- Koekelberg
- San Sebastián
- Almonte